# Godło Wysp Marshalla
Godło Wysp Marshalla – godło z okrągłym emblematem o niebieskim tle, które symbolizuje morze. W centralnej części godła znajduje się anioł z rozpostartymi skrzydłami, symbolizujący pokój. Za aniołem znajdują się wyspa z palmą i drzewem Guettarda speciosa oraz łódź. W lewym oraz prawym górnym rogu znajdują się czerwono-białe promienie. Za tarczą znajduje się stylizowana mapa morska. W okręgu nad tarczą znajduje się napis w języku angielskim: Republic of the Marshall Islands (Republika Wysp Marshalla), a poniżej motto narodowe w języku marszalskim: Jepilpilin ke Ejukaan („Osiągnąć sukces poprzez wspólny wysiłek”).